# Segura de los Baños
Segura de los Baños es un municipio y localidad española de la provincia de Teruel, en la comunidad autónoma de Aragón. El término municipal, ubicado en la comarca de las Cuencas Mineras, tiene una población de 48 habitantes (INE 2024).

## Toponimia

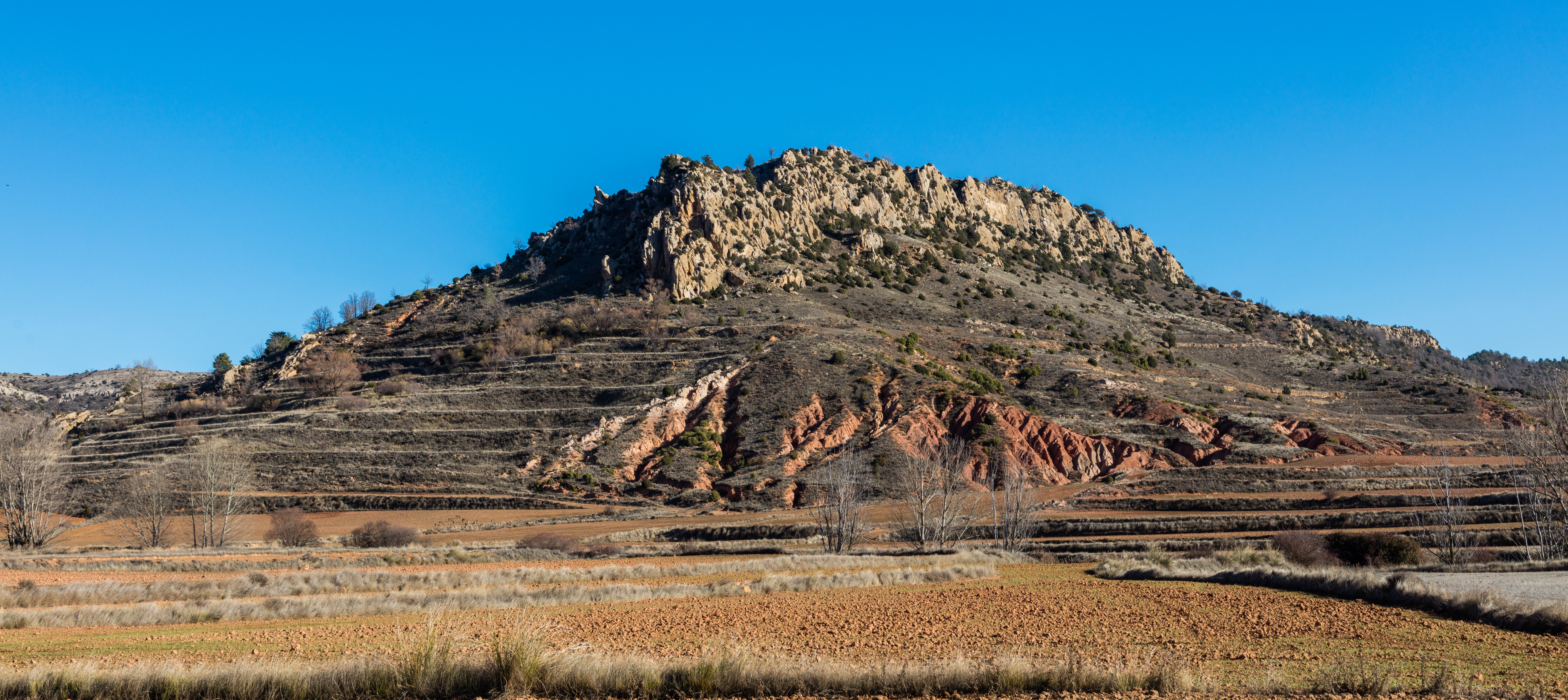
Paisaje en Segura de los Baños

El nombre de la localidad parece provenir de la raíz prerromana sik-, sek-, con el significado de fuente o río, mientras que el apellido «de los Baños» hace alusión al yacimiento de aguas termales cercano al nacimiento del río Aguasvivas y cuyo aprovechamiento data de 1716.

## Geografía
El término municipal de Segura de los Baños, que abarca una superficie de 54,15 km², está situado en el norte de la provincia de Teruel. Su territorio está representado en la hoja MTN50 (escala 1:50 000) 492 del Mapa Topográfico Nacional.
| Noroeste: Anadón                               | Norte: Anadón             | Nordeste: Maicas              |
| Oeste: Salcedillo                              |                           | Este: La Hoz de la Vieja      |
| Suroeste: Villanueva del Rebollar de la Sierra | Sur: Vivel del Río Martín | Sureste: Vivel del Río Martín |

## Historia
En 1328, Alfonso IV vendió Huesa y sus aldeas a Pedro de Luna, pasando a formar parte de Sesma de la Honor de Huesa en la Comunidad de Aldeas de Daroca, comunidad de aldeas que en 1838 fue disuelta.
La localidad quedó destruida durante la primera guerra carlista. A mediados del siglo XIX, la villa tenía contabilizada una población de 400 habitantes si bien antes de la guerra habría alcanzado los 2000. Aparece descrita en el decimocuarto volumen del Diccionario geográfico-estadístico-histórico de España y sus posesiones de Ultramar de Pascual Madoz de la siguiente manera:

SEGURA: v. con ayunt., cab. del part. jud. de su nombre (el juzgado reside en Montalban, 2 leg. de dist. de aquel pueblo) en la prov. de Teruel (12 leg.), dióc. y aud. terr. de Zaragoza (14) y c. g. de Aragon. El pueblo que nos sirve de epígrafe para este art. presenta en el dia las señales indestructibles de la guerra civil: montones de escombros y de ruinas testifican por todas partes los estragos que durante aquella época desastrosa para la nacion sobrevinieron á este pueblo, que fue completamente destruido por convenir asi á los intereses de uno de los partidos beligerantes; solo quedó como testigo del llanto de tantas familias, que en un dia perdieron su fortuna y la de sus hijos, un elevado cast. que á su vez fue reducido á escombros por otra de las partes contendientes. Pacificado felizmente el pais se pensó en reedificar á Segura, pero lo que fue aniquilado en pocos momentos necesita muchos años para que vuelva á su primitivo estado: asi pues, los edificios que hoy se estan levantando, y que dan nombre al pueblo, se encuentran sit. á 1 leg. N. de uno de los nacimientos que dan origen al rio Martin, en una colina perfectamente ventilada; goza de un clima saludable, pero muy frio. Tiene en la actualidad (1848) de 80 á 100 casas de regular construccion, y el ayunt. se ocupa en levantar un edificio para los usos de la corporacion con cárcel para el juzgado; la igl. parr., que estaba dedicada á San Juan Bautista, se halla a medio reedificar, y su curato es de término y de concurso y provision ordinaria; en el dia se ha habilitado un pequeño edificio para el culto de los fieles. Confina el térm. municipal por el N. con el de Maicas; al E. con el de Armillas; S. Vivel, y O. Torrecilla del Rebollar; hay en él algunos manantiales de buenas aguas y el tan célebre que da nombre á los baños de Segura, que aunque muy concurridos se encuentran en mal estado por haber sido destruidos cuando el pueblo. El terreno participa de llano y monte; tiene algunos trozos de regadio y algun arbolado de pinos y retoños de carrasca, varios arbustos, monte bajo y pastos. Los caminos generalmente son de herradura; y aunque á Segura llegan carros, es con bastante dificultad y no poco riesgo. El correo se recibe de la cap. de la prov. tres veces á la semana. prod.: trigo, legumbres y algun azafran; hay ganado lanar cuyo vellon es muy estimado por su finura, y caza no solo menor sino de ciervos que se crian con abundancia. pobl.: hoy apenas cuenta esta v. con 100 vec.; la matrícula catastral de 1842 le asigna 102 y 407 alm.; antes de su destruccion ascendia el número de aquellos á unos 400 y el de estas á cerca de 2,000. La riqueza imp. consiste en 82,238 rs.
Historia. (...)
(Madoz, 1849, p. 452)

Hasta la reforma de la nomenclatura municipal de 1916 el municipio se llamaba simplemente Segura. En dicha fecha su nombre fue modificado por el de Segura de los Baños.

## Demografía

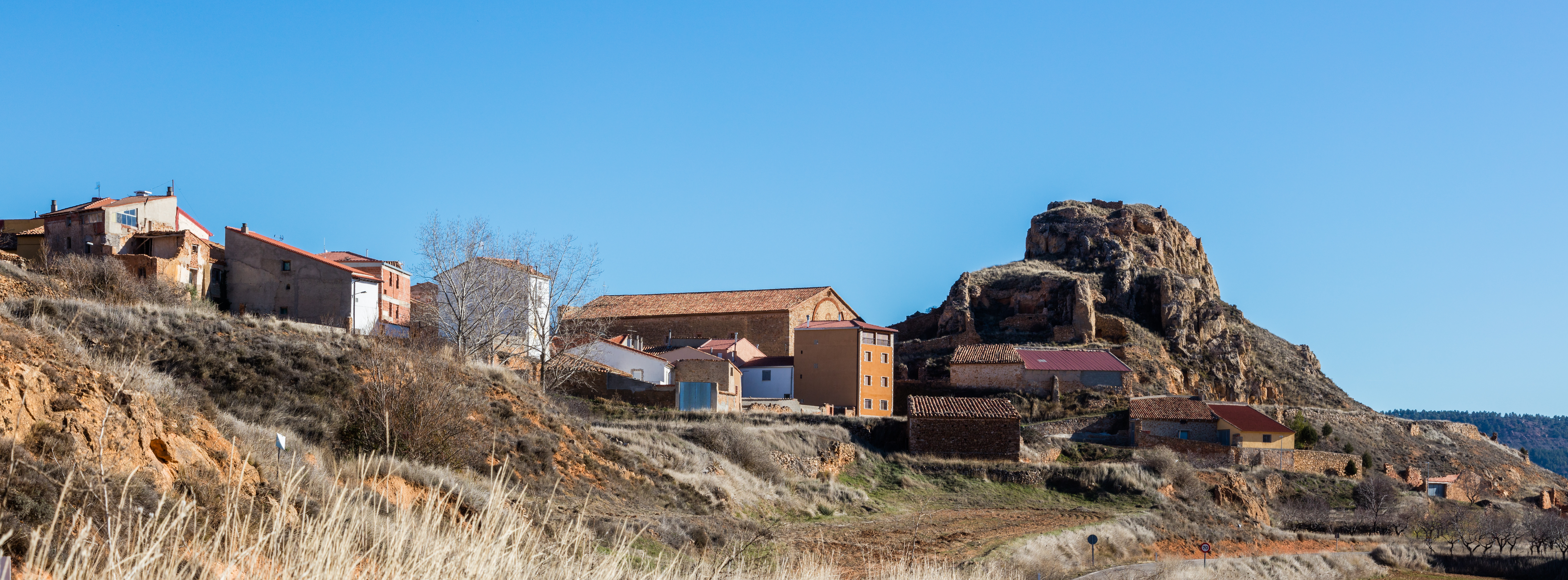
Vista general

Segura de los Baños cuenta con una población de 48 habitantes (INE 2024).
| Gráfica de evolución demográfica de Segura de los Baños entre 1842 y 2021                                           |
| |
| Población de derecho según los censos de población del INE Población de hecho según los censos de población del INE |

## Administración y política
| Periodo   | Nombre                     | Partido | Partido                                            |
| --------- | -------------------------- | ------- | -------------------------------------------------- |
| 1979-1983 | Pedro Gracia Domingo       |         | Unión de Centro Democrático (UCD)                  |
| 1983-1987 | Pedro Gracia Domingo       |         | Alianza Popular (AP)                               |
| 1987-1995 | Juan Calpe Valiente        |         | Partido Popular de Aragón (PP)                     |
| 1995-2003 | Eladio Marzo Oro           |         | Partido Popular de Aragón (PP)                     |
| 2003-2007 | Pedro Millán Ferreruela    |         | Partido Popular de Aragón (PP)                     |
| 2007-2011 | Pedro Millán Ferreruela    |         | Partido Aragonés (PAR)                             |
| 2011-2019 | Ernesto Ferreruela Calvo   |         | Compromiso con Aragón (CA)                         |
| 2019-2023 | José Antonio Martín Bellés |         | Partido de los Socialistas de Aragón (PSOE-Aragón) |

| Partido político                                    | 1979  | 1979       | 1983  | 1983       | 1987 | 1987       | 1991  | 1991       | 1995  | 1995       | 1999  | 1999       | 2003 | 2003       | 2007 | 2007       | 2011  | 2011       | 2015  | 2015       |
| Partido político                                    | %     | Concejales | %     | Concejales | %    | Concejales | %     | Concejales | %     | Concejales | %     | Concejales | %    | Concejales | %    | Concejales | %     | Concejales | %     | Concejales |
| Alianza Popular (AP)-Partido Popular de Aragón (PP) | —     | —          | 73,21 | 5          | 100  | 1          | 78,05 | 1          | 89,47 | 1          | 84,21 | 1          | 88   | 1          | 6,25 | 0          | 0     | 0          | —     | —          |
| Partido de los Socialistas de Aragón (PSOE-Aragón)  | —     | —          | 17,86 | 0          | —    | —          | 9,76  | 0          | —     | —          | 2,63  | 0          | 0    | 0          | 3,12 | 0          | 0     | 0          | 3,7   | 0          |
| Unión de Centro Democrático (UCD)                   | 60,98 | 5          | —     | —          | —    | —          | —     | —          | —     | —          | —     | —          | —    | —          | —    | —          | —     | —          | —     | —          |
| Partido Aragonés (PAR)                              | —     | —          | —     | —          | —    | —          | —     | —          | 5,26  | 0          | —     | —          | 0    | 0          | 87,5 | 1          | 0     | 0          | —     | —          |
| Compromiso con Aragón (CA)                          | —     | —          | —     | —          | —    | —          | —     | —          | —     | —          | —     | —          | —    | —          | —    | —          | 93,33 | 3          | 88,89 | 1          |

## Cultura

### Balneario
En el siglo XVIII ya existía un balneario situado a unos 1200 m al norte de la población que usaba los manantiales de la zona. El balneario cerró en 1983. El 31 de julio de 2017 abrió sus puertas un nuevo balneario con alojamiento de cinco estrellas tras 15 años de gestiones y 9,2 millones de euros de financiación pública del Plan Miner y Fite y 2 millones de la empresa Sensational Hotels & Spas.
En la inauguración del complejo termal estuvo la consejera de Economía e Industria del Gobierno de Aragón, Marta Gastón. Cuenta con una plantilla de 30 trabajadores.
Dispone de aguas bicarbonatadas cálcicas de mineralización media-baja y está orientado al público adulto.

### Patrimonio
Castillo de Segura

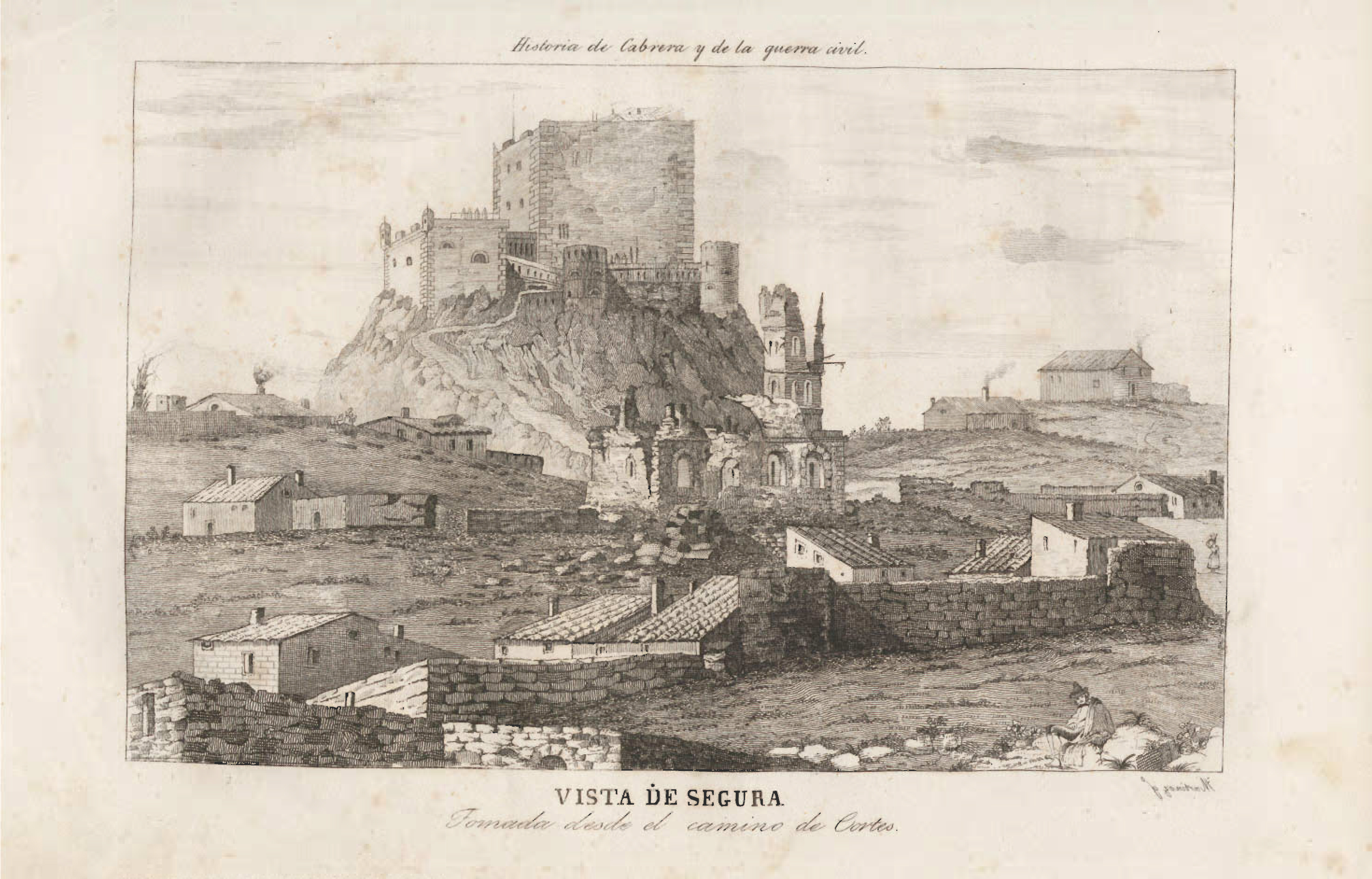
Vista de Segura y su castillo en la primera mitad del

Las ruinas del castillo de Segura se encuentran sobre el cerro que corona la localidad, que inicialmente fue una fortaleza de origen musulmán construida en el siglo IX.
Tras la reconquista cristiana de la zona en el siglo XII, el castillo pasó a formar parte de la línea fronteriza-defensiva entre los reinos cristianos y musulmanes, aunque también llegó a ser lugar de enfrentamientos entre el reino de Aragón y el reino de Castilla, llegando a ser asediado por este último en el siglo XIV.
El castillo fue ocupado por los franceses durante la Guerra de la Independencia y por los carlistas durante la primera guerra carlista, siendo estos últimos asediados por el ejército liberal, teniendo lugar la batalla que dejó el castillo en el estado de ruina en el que se encuentra actualmente.

### Minas
Estas minas, en las que se extrajo fundamentalmente plomo, están situadas a unos 3 km al SE del pueblo. Comenzaron a explotarse hacia 1840, y desde principios del siglo XX contaron con estación de ferrocarril propia, de la línea de Minas y Ferrocarriles de Utrillas, que explotaba algunas de ellas. Abandonadas hace décadas, se conservan las ruinas de la estación y de parte de los edificios mineros.